# Jean-Pierre Schmitz
Jean-Pierre "Jempy" Schmtiz (Huldange, 15 de fevereiro de 1932 – 14 de novembro de 2017) foi um ciclista profissional luxemburguês. Schmitz venceu o Midi Libre em 1957, o Tour de Luxemburgo em 1954 e 1958, e uma etapa do Tour de France de 1956. Em 1955, Schmitz ficou em segundo lugar no campeonato de corrida da World Road, atrás de Stan Ockers.
Jean-Pierre Schmitz morreu em 14 de novembro de 2017, aos 85 anos.